# Earl of Norbury

Wappen der Earls of Norbury seit 1831

Earl of Norbury, in the County of Tipperary, ist ein erblicher britischer Adelstitel in der Peerage of Ireland.

## Verleihung
Der Titel wurde am 23. Juni 1827 dem irischen Politiker und Juristen John Toler, 1. Baron Norbury verliehen.

## Nachgeordnete Titel
Zusammen mit der Earlswürde wurde ihm der nachgeordnete Titel Viscount Glandine, of Glandine in the King’s County, verliehen. Da sein ältester Sohn Daniel Toler als geisteskrank galt, wurden ihm die beiden Titel mit dem besonderen Zusatz verliehen, dass nach seinem Tod sein zweitgeborener Sohn Hector Graham-Toler den Titel erben solle. Bereits am 27. Dezember 1800 war ihm der Titel Baron Norbury, of Ballycrenode in the County of Tipperary, verliehen worden. Bei seinem Tod 1831 erbte sein Sohn Daniel die Baronie, sein Sohn Hector das Earldom und die Viscountcy. Beim kinderlosen Tod Daniels 1832 beerbte ihn Hector als 3. Baron Norbury, und außerdem als 3. Baron Norwood, of Knockalton in the County of Tipperary. Letzterer Titel war am 7. November 1797 seiner Mutter Grace Toler, geborene Graham, verliehen worden. Alle genannten Titel gehören zur Peerage of Ireland und werden bis heute als nachgeordnete Titel des jeweiligen Earls geführt.

## Liste der Earls of Norbury (1827)
- John Toler, 1. Earl of Norbury (1745–1831)
- Hector Graham-Toler, 2. Earl of Norbury (1781–1839)
- Hector Graham-Toler, 3. Earl of Norbury (1810–1873)
- William Lindsay Graham-Toler, 4. Earl of Norbury (1862–1943)
- Ronald Graham-Toler, 5. Earl of Norbury (1893–1955)
- Noel Graham-Toler, 6. Earl of Norbury (1939–2000)
- Richard Graham-Toler, 7. Earl of Norbury (* 1967)

Aktuell existiert kein Titelerbe.